# Stauropathes staurocrada
Stauropathes staurocrada is een Antipathariasoort uit de familie van de Schizopathidae. De wetenschappelijke naam van de soort is voor het eerst geldig gepubliceerd in 2002 door Opresko.